# Cornelia Lentula
Cornelia Lentula, död 39 e.Kr., var en romersk adelsdam från familjen Cornelier.

## Biografi
Cornelia, som kom från en okänd gren av den Cornelianska familjen, gifte sig med konsuln från 26 e.Kr., Gaius Calvisius Sabinus, och följde med sin man när han blev guvernör i Pannonien. Hon klädde sig i soldatkläder och inspekterade de romerska militärlägren i provinsen. Hon ska ha haft en relation med militärtribunen Titus Vinius. När hon återvände hem till Rom blev hon åtalad och ställd inför rätta för äktenskapsbrott år 39 e Kr; dock begick hon och hennes man självmord.